# Herfried Sabitzer
Herfried Sabitzer (* 19. Oktober 1969 in Judenburg) ist ein ehemaliger österreichischer Fußballspieler und -trainer. Er ist der Vater des österreichischen Nationalspielers Marcel Sabitzer.

## Spielerkarriere

### Vereinskarriere
Sabitzer begann seine Karriere bei seinem Heimatverein in Sankt Georgen ob Judenburg und kam daraufhin in den 1980ern zum damaligen Zweitligisten DSV Alpine. Nachdem er bereits am 29. November 1986 bei einem 1:0-Auswärtssieg über die Union Vöcklamarkt zu seinem Profidebüt gekommen war, als er ab der 66. Spielminute für Werner Gregoritsch auf den Rasen kam, verbrachte er die meiste Zeit bei der Amateurmannschaft des Vereins. Erst im Jahre 1990 schaffte er den endgültigen Sprung in den Profikader. Nach dem Jahr unter den Hochöfen verschlug es ihn zu Casino Salzburg. Mit den Salzburgern wurde der Stürmer österreichischer Meister. Im Jahr 1994 wechselte er zu LASK Linz. Nach dem Aufstieg des GAK 1995 wechselte er nach Graz. Im Jahr 1998 ging der Steirer wieder zurück zu den Salzburgern, die mittlerweile als Wüstenrot Salzburg aufliefen. Dabei hätte er nach seinem Vertragsende in Graz auch ablösefrei in die englische Premier League zu West Bromwich Albion wechseln können, was er jedoch ablehnte, obwohl der Wechsel im Prinzip bereits fixiert war. Bis 2001 war er somit erneut in Salzburg unter Vertrag, spielte aber vom August 2000 bis zur Wintertransferzeit 2001/02 beim damals in die zweithöchste österreichischen Spielklasse aufgestiegenen Kärntner Klub BSV Bad Bleiberg, was dank der Zusammenarbeit zwischen den Salzburgern und Kärntnern zustande kam, da der Bleiberg-Präsident Egon Putzi auch im Präsidium der Salzburger vertreten war. In Folge spielte er beim damaligen Zweitligisten SV Mattersburg. Nach dem Aufstieg der Mattersburger wechselte er in die steirische Landesliga zu SC Kalsdorf.
Nach zwei Jahren und einem Aufstieg in die Regionalliga später wechselte Sabitzer im Sommer 2005 zum ATUS Ferlach in die viertklassige Kärntner Landesliga, ehe er nach einem halben Jahr zum SV Allerheiligen in die steirischen Landesliga wechselte. Nachdem er bereits Kalsdorf in die Regionalliga geführt hatte, gelang ihm das auch mit Allerheiligen, denen er jedoch nur in der Frühjahrssaison angehörte. In weiterer Folge wechselte er im Sommer 2006 in die siebentklassige steirische Gebietsliga Murtal zu USV Sankt Peter ob Judenburg, wobei er der dortigen Kampfmannschaft abermals ein Jahr angehörte und am Saisonende mit erheblichen Vorsprung Meister wurde und den Aufstieg in die sechstklassige Unterliga Nord B schaffte. Zu dieser Zeit war auch sein Bruder Horst Sektionsleiter des Klubs; Herfried Sabitzer selbst wurde zudem mit 30 Treffern in 21 Partien zumindest ligainterner Torschützenkönig. In der Saison 2007/08 war Herfried Sabitzer beim SC  Lockenhaus, einem Verein des Burgenländischen Fußballverbandes mit Spielbetrieb in der sechstklassigen 1. Klasse Mitte, im Einsatz. Mit der Mannschaft kam er im Endklassement auf den achten Rang und belegte somit einen Platz im Tabellenmittelfeld. Auch bei den Burgenländern war er der trefferreichste Spieler, wobei bei den tatsächlichen Toren nur gemutmaßt werden kann, da die Verbandsseite lediglich die Einsätze ab der 16. Spielrunde aufweist, wobei Sabitzer ab diesem Zeitpunkt bis zum Saisonende in elf Partien 14 Treffer beisteuerte.
Daraufhin folgte im Sommer 2008 noch ein Wechsel zum ebenfalls unterklassigen steirischen Klub TuS Greinbachmit Spielbetrieb in der fünftklassigen Oberliga Süd/Ost. Am Ende der Spielzeit stieg er mit der Mannschaft als Letztplatzierter in die sechstklassige Unterliga Ost ab. Bis dahin war er erneut Torschützenkönig seiner Mannschaft, wobei er bei 23 von 26 möglich gewesenen Ligapartien 15 Tore erzielte. In der darauffolgenden Saison 2009/10 gehörte er weiterhin der Stammformation der Unterliga-Mannschaft an und erzielte bei 22 Ligaspielen acht Tore und war vor allem zu Saisonbeginn über einen längeren Zeitraum Führender in der mannschaftsinternen Torschützenliste, ehe seine Trefferquote abnahm. Mit dem Team belegte er in Abschlusstabelle den fünften Platz. Außerdem galt er auch bei Pokalspielen und Freundschaftsspielen in dieser Saison als torgefährlich und schied mit der Mannschaft im Steirer-Cup erst in der fünften Runde gegen den späteren Finalisten SV Lafnitz vom laufenden Turnier aus. Zu Beginn der Saison 2010/11 absolvierte Sabitzer noch einige Spiele für den Unterligisten, beendete aber noch in der Herbstsaison, nach neun absolvierten Ligaspielen, bei denen er drei Mal zum Torerfolg kam, seine Karriere als Aktiver und widmete sich vollends seiner Trainertätigkeit.

### Nationalmannschaftskarriere
Sabitzer spielte zwischen 1992 und 1997 sechsmal im österreichischen Nationalteam und erzielte dabei ein Tor.

## Trainerkarriere
Herfried Sabitzer war vom 10. September 2007 bis zum Ende der Herbstsaison 2007 Trainer des damaligen Landesligisten SC Kalsdorf. Später war er von Juli 2010 bis Juli 2012 für zwei Jahre als Co-Trainer beim Grazer AK engagiert und parallel dazu auch von März 2011 bis Juni 2012 Trainer seines Ex-Klubs TuS Greinbach. Danach wurde er im Oktober 2012 als Co-Trainer des DSV Leoben vorgestellt und hatte dieses Amt bis Juni 2013 inne. Gleich im Anschluss übernahm er in der fünften Spielrunde im Herbst 2013 das Traineramt beim südsteirischen Klub SV Gralla; doch schon mit Ende der Herbstsaison gab es zwei Monate später die Trennung. Nachdem man sich finanziell nicht mit Sabitzer einig wurde und der Verein keinen neuen Trainer engagieren wollte, übernahmen im Frühjahr zwei aktive Spieler die Trainertätigkeit im Verein. Nachdem das zu diesem Zeitpunkt bekanntgegebene Ziel einen Mittelfeldplatz zu halten und, wenn möglich, in die oberen Ränge vorzudringen im Laufe des Frühjahrs fehlschlug, wurde das bisherige Trainer-Duo aufgelöst. Stattdessen blieb aber Stefan Zöhrer, ein Teil des Duos, weiterhin als Cheftrainer aktiv und Sabitzer unterstützte das Unterfangen „Klassenerhalt“ ab 1. April 2014 als Co-Trainer. Danach wurde die Zusammenarbeit erneut aufgelöst.